# Zatrephes flavipuncta
Zatrephes flavipuncta là một loài bướm đêm thuộc phân họ Arctiinae, họ Erebidae.